# 한일생명보험
한일생명보험은 1993년 8월 설립되어 생명보험사업 본허가를 취득하고, 10월부터 영업을 시작하였다. 설립 당시 자본금 100억 원이었으나 수차의 증자를 거쳐 2003년 3월 현재 1,150억 원이다. 주요 사업은 인보험 및 그와 관련된 재보험 계약 등이며, 취급 상품은 사망보험, 생사혼합보험, 단체보험 등이었다. 2004년 5월 31일 KB생명보험(주)에 자산과 부채를 매각하였다.